# Кандымов, Алладурды
Алладурды Кандымов (1911 год — 1964 год) — председатель колхоза «Ленинизм» Марыйского района Марыйской области. Герой Социалистического Труда (1957).

## Биография
Трудовую деятельность начал в 1927 году в сельскохозяйственной артели.
Участвовал в Великой Отечественной войне. Боевой путь прошёл в составе 362 стрелкового полка, 315 стрелковой дивизии.
В 1945 году возвратился на родину и был назначен председателем колхоза «Ленинизм» Марыйского района.
Вывел колхоз в число передовых сельскохозяйственных предприятий Марыйского района. В 1956 году колхоз собрал высокий урожай хлопка-сырца. Указом Президиума Верховного Совета СССР от 14 февраля 1957 года «за выдающиеся успехи в деле получения высоких и устойчивых урожаев хлопка-сырца, широкое применение достижений науки и передового опыта в возделывании хлопчатника и умелое руководство колхозным производством» удостоен звания Героя Социалистического Труда с вручением Ордена Ленина и золотой медали Серп и Молот.
Возглавлял колхоз до своей кончины в 1964 году.